# Пантотеновая кислота
Пантоте́новая кислота́ (витамин B5) — водорастворимый витамин группы B, амид аминокислоты β-аланина и пантоевой кислоты.
Пантотеновая кислота получила своё название от греческого др.-греч. πάντοθεν, pántothen — «повсюду, отвсюду» из-за чрезвычайно широкого её распространения. Витамин В5, попадая в организм, превращается в пантетеин, который входит в состав кофермента А. Кофермент A (KoА) играет важную роль в процессах окисления и ацетилирования, это одно из немногих веществ в организме, участвующее в метаболизме и белков, и липидов, и углеводов. Пантотеновая кислота требуется для обмена жиров, углеводов, аминокислот, синтеза жизненно важных жирных кислот, холестерина, гистамина, ацетилхолина, гемоглобина.

## Участие в биохимических процессах
В клетках животных и растений пантотеновая кислота входит в состав кофермента A (KoA), принимающего участие в важнейших реакциях обмена веществ, основная функция — перенос остатков карбоновых кислот в биохимических процессах.
Важнейшим свойством пантотеновой кислоты является её способность стимулировать производство гормонов надпочечников — глюкокортикоидов, что делает его мощным средством для лечения таких заболеваний как артрит, колит, аллергия и болезни сердца. Витамин играет важную роль в формировании антител, способствует усвоению других витаминов, а также принимает участие в синтезе нейромедиаторов.
Пантотеновая кислота участвует в метаболизме жирных кислот. Она нормализует липидный обмен и активирует окислительно-восстановительные процессы в организме.
Пантотеновая кислота (витамин В5) оказывает мощный репаративный эффект на слизистые. Повышение дозы пантотеновой кислоты, наоборот, тормозит секреторную функцию желудка. Также пантотеновая кислота стимулирует перистальтику кишечника.
Пантотеновая кислота оказывает значительное гиполипидемическое действие, обусловленное, по-видимому, ингибированием биосинтеза основных классов липидов, формирующих в печени липопротеины низкой и очень низкой плотности.

## Нахождение в природе
Пантотеновая кислота широко распространена в природе. Суточная потребность человека в пантотеновой кислоте удовлетворяется при нормальном смешанном питании, так как она содержится в очень многих продуктах животного и растительного происхождения (дрожжи, икра рыб, яичный желток, зелёные части растений, молоко, морковь, капуста и т. д.). Пантотеновая кислота синтезируется также кишечной флорой.
Среднее потребление пантотеновой кислоты в разных странах составляет 4,3—6,3 мг/сутки, а установленный уровень потребности — 4—12 мг/сутки. Верхний допустимый уровень потребления не установлен. Рекомендуемая для населения РФ величина физиологической потребности — 5 мг/сутки. Рекомендуемые уровни физиологической потребности для детей составляют от 1,0 до 5,0 мг/ сутки.
| Растительные                                                                                                | Животные                                                 | Синтез в организме                                           |
| --- | -------------------------------------------------------- | ------------------------------------------------------------ |
| Горох, дрожжи, фундук, зелёные листовые овощи, гречневая и овсяная крупы, морковь, цветная капуста, чеснок. | Почки, сердце, цыплята, яичный желток, молоко, икра рыб. | Вырабатывается в значительных количествах кишечной палочкой. |

## Недостаток пантотеновой кислоты
Недостаток пантотеновой кислоты в организме приводит к нарушениям обмена веществ, на основе которых развиваются дерматиты, депигментация и потеря волос, шерсти или перьев, прекращение роста, истощение, изменения в надпочечниках и нервной системе, а также расстройства координации движений, функций сердца и почек, желудка, кишечника.
При недостатке в организме пантотеновой кислоты в желудке образуется избыток соляной кислоты, что может стать причиной развития язвенно-эрозийных заболеваний желудочно-кишечного тракта.
Причиной дефицита витамина могут быть малое содержание в пище белков, жиров, витамина C, витаминов группы В, заболевания тонкого кишечника с синдромом мальабсорбции, длительное применение многих антибиотиков и сульфаниламидов, а также препаратов на основе гопантеновой кислоты.
Симптомы гиповитаминоза:
- усталость
- депрессия
- расстройство сна
- повышенная утомляемость
- головные боли
- тошнота
- мышечные боли
- жжение, покалывание, онемение пальцев ног
- жгучие, мучительные боли в нижних конечностях, преимущественно по ночам
- покраснение кожи стоп
- диспепсические расстройства
- язвы 12-перстной кишки

При пантотеновой недостаточности снижается сопротивляемость организма к инфекции, часто возникают острые респираторные заболевания.

## Применение
Пантотеновую кислоту применяют в медицине для устранения атонии кишечника после операций на желудочно-кишечном тракте, её кальциевую соль — для лечебных целей.

### Показания
Как лекарственное средство применяют кальция пантотенат.
Показаниями к приёму являются:
- различные патологические состояния, связанные с нарушениями обменных процессов
- полиневриты, невралгии, парестезии
- экзема
- бронхиты (острые и хронические), бронхиальная астма
- аллергические реакции (дерматиты, сенная лихорадка и др.)
- трофические язвы, ожоги
- токсикоз беременных
- гипертиреоз
- туберкулёз
- недостаточность кровообращения
- хронические заболевания печени
- хронический панкреатит
- заболевания ЖКТ неинфекционной природы (гастродуоденит и др.)
- гипомоторная дискинезия кишечника

В хирургии пантотенат кальция применяют для устранения атонии кишечника после операций на ЖКТ.
Пантотенат кальция применяется в комплексной терапии абстинентного синдрома у больных алкоголизмом.
Витамин B5 показал свою эффективность в больших дозах (до 10 г в сутки) при лечении акне (угревой сыпи).

### Безопасность
Пантотенат кальция хорошо переносится. При приеме внутрь возможны диспепсические явления; при внутримышечных инъекциях — болезненность.

### Взаимодействие
Пантотенат кальция повышает эффективность сердечных гликозидов.
Уменьшает токсическое действие стрептомицина и других противотуберкулёзных препаратов.
Витамин B3 необходим для нормального поглощения и метаболизма фолиевой кислоты.
Витамин В1 (тиамин) повышает эффективность использования витамина B5 в метаболизме.